# Barrio El Trébol
El Trébol es un barrio parque de la localidad de La Unión, partido de Ezeiza, Provincia de Buenos Aires, Argentina:

## Ubicación
El Trébol se ubica junto a la Ruta Nacional 205, frente al tradicional campo de Golf del Club Lomas Athletic. Pertenece a la localidad de La Unión (cercana a Tristán Suárez), en el partido de Ezeiza, del Gran Buenos Aires. Se puede acceder al mismo por la mencionada ruta (ubicándose a 37.5 km. aproximadamente de la Ciudad de Buenos Aires), o bien, tomando el desvío en Lacarra (Rotonda de la Mujer), por la ruta 52. A su alrededor, se encuentran los Barrio Parque Links Erratchú, Sol de Oro, Quinta Avenida, Barrio Sisterna y Santa Ángela. En este barrio se ubica la estación de trenes " Unión Ferroviaria" y siguiendo por la Ruta 205 hacia el SO llegamos a la localidad de Cañuelas.

## Características
Es un Barrio Parque en el que deben respetarse servidumbres incluidas en las escrituras (normas de traslado insoslayable en las sucesivas transferencias de dominio que hacen de algunas cuestiones, reglas de cumplimiento obligatorio, como un reglamento propio e indeclinable: prohibición de muros como medianeras, establecimiento de cerdos, separación y estilo de construcciones, entre otras), predominan elegantes casaquintas con importante arboleda. Los lotes se separan entre sí con rejas o ligustrinas, tratando de evitar lo más posible las medianeras de ladrillo o cemento (las cuales están prohibidas por servidumbre y han dado origen a numerosos conflictos y juicios entre vecinos. Es un lugar tranquilo, en el cual los vecinos buscan estar más en contacto con la naturaleza. Cuenta con un predio polideportivo perteneciente a la Sociedad de Fomento y Biblioteca Popular Barrio Parque El Trébol (cerrada por motivos que se desconocen) con canchas de fútbol, tenis y paddle, con gestión a cargo de privados al igual que el próximo café-restaurante (vecinos del mismo barrio), además de ser ideal para realizar caminatas o paseos en bicicleta, cuenta con fácil acceso al Campo de Golf Lomas Athletic Club (abierto al público y con un hermoso restaurante) que se emplaza cruzando un paso nivel sobre las vías del tren Roca ramal Cañuelas. La Sociedad de Fomento, entidad fundada en 1977, brinda un cuestionado servicio de seguridad a todas las propiedades asociadas, pero no mucho más que eso. Es una asociación altamente cuestionada hoy en sus manejos y funciones, habiendo perdido por completo su fin social el cual es desempeñado férreamente por un grupo de cientos vecinos comunicados y comprometidos con la seguridad, la integración con las autoridades municipales, policiales y barrios vecinos, el orden, la limpieza, el progreso y el mantenimiento de tan hermoso espacio. Como curiosidad, cabe destacar que distintas figuras poseen propiedades en este barrio, como Javier Zanetti, Diego Chamorro del grupo Katunga, Flia Karadagian ,Alfredo Coto ,  Antonio Ríos  y otros muchos jugadores de futbol, así como gran cantidad de agentes de las distintas fuerzas, entre otros. Ariel Ramírez vivó en el barrio hasta su muerte.

## Principales Calles
Sus calles son mayoritariamente de asfalto, aunque hay varias que aún son de tierra. Todas llevan nombres de árboles, flores o plantas, siendo la calle más transitada Los Chañares y la más comercial Avenida El Trébol. Otras calles son Los Talas, El Ombú, El paraíso, Los Robles, Las Araucarias, El Maitén, etc. Sus extremos son la Ruta 205 (Av Patricios) al NO, la calle Los Sauces al SO, Los Eucaliptos al NE y Los padres al SE.

## Historia
Los actuales terrenos que ocupa el barrio El Trébol pertenecieron a una estancia de la familia Bunge que luego fueron vendidos al Banco Hipotecario Franco Argentino, el cual comenzó el loteo a finales de la primera mitad del siglo XX.
Se realizó una primera pavimentación y se construyó en 1947 el centro comercial que aún se encuentra en la Avenida El Trébol. En sus comienzos, habitaban el lugar unas pocas familias de la colectividad inglesa (que buscaban tener terrenos cercanos al campo de golf de Lomas Athletic) aunque hoy, en las 100 hectáreas del barrio, viven unas 500 familias en forma permanente. En la actualidad su centro comercial cuenta con nuemeosos locales de distintos rubros que permiten aprovisionarse de manera práctica (Farmacia, Supermercado, Centro de Estética, Panadería, Provision de Cloro, Fábrica de Pastas, Ferretería, Inmobiliaria Schuster-la más reconocida de la zona- y otras, etc).-
- Datos: Q5399373